# Grosz Sándor
Grosz Sándor (Temesvár, 1908. április 24. – Temesvár, 1965. április 22.) erdélyi magyar újságíró, sportriporter.

## Életútja
Középiskolai tanulmányait szülővárosában a Piarista Gimnáziumban s a Zsidó Líceumban végezte. Első írásai 1923-ban jelentek meg a temesvári lapokban. Különböző sportújságok tudósítója, a Sport és Aréna, 10 Perc Sport, Sport és Kritika, Bánáti Sportélet című kiadványok, egy Futball-évkönyv (1937) szerkesztője. 1944 után a Sportul Popular című fővárosi lap temesvári szerkesztője s a Szabad Szó sportrovatának vezetője.

## Kötetei
- 3 év zsidó kényszermunka (Temesvár, 1944);
- Félpálya kiadó (Szimonisz Henrikkel, Temesvár, 1946).